# Sprungzentrum Wörgl
Das Sprungzentrum Wörgl ist eine Skisprunganlage in Wörgl, Tirol.

## Geschichte
Bereits seit 1909 wurde am Hennersberg bei Wörgl ein Sprunghügel betrieben, der 1932 durch eine Sprungschanze ersetzt wurde. Die Schanze, deren Bau im Rahmen des Schwundgeldexperiments – eines Arbeitsbeschaffungsprogrammes gegen die Arbeitslosigkeit in Wörgl – durch die Gemeinde Wörgl mit 500 Arbeitsschichten unterstützt wurde, wurde am 19. Februar 1933 mit einem Eröffnungsspringen eingeweiht.
Nach baulichen Verbesserungen für die österreichischen Nordischen Schimeisterschaften 1959 wurde die Anlage 1974/75 in eine K83-Schanze umgebaut. 1982/83 folgte der Bau je einer 50-m- und einer 30-m-Schanze, seit 1992 kann die gesamte Anlage künstlich beschneit werden.
2006 wurde mit einer Modernisierung der Anlage begonnen, die neben einem Ausbau der K83-Schanze in eine K90-Schanze die Ausrüstung aller fünf Schanzen (neben der K90-, der K50- und der K35-Schanze auch die beiden kleineren K20- und K10-Schanzen) mit Matten für den Sommerbetrieb vorsieht und bis 2008 abgeschlossen sein sollte. Durch heftige Niederschläge Anfang September 2007 wurde der Aufsprunghügel der K90-Schanze unterspült, so dass bis Ende 2007 nur der Umbau der drei kleinen Schanzen fertiggestellt werden konnte. Danach wurde durch Mitglieder des Skivereins und freiwillige Helfer an jedem Wochenende am Aufsprunghügel der K90-Schanze gearbeitet. Die Einweihung der drei kleinen Mattenschanzen erfolgte am 24. August 2008.
Für den 26. Januar 2008 war auf der K90-Schanze ein Springen im Rahmen des Skisprung-Continental-Cups der Damen 2007/08 angesetzt, musste aber abgesagt werden.

## Technische Daten
HS98-Schanze
- Hillsize: 90 m
- K-Punkt: 83 m
- Neigungswinkel des Schanzentisches: 10.5°
- Schanzentischhöhe: 2,87 m
- Anlauflänge: 80 m
- Absprunggeschwindigkeit: 84,6 km/h